# Rodrigo Rodrigues (ator)
Rodrigo Rodrigues (13 de dezembro de 1976) é um ator, diretor, produtor, designer de set, figurinista e autor que mora em Londres, Reino Unido. Rodrigues desenvolveu uma técnica de expressão facial para atores que foi ensinada em workshops na Gaiety School of Acting e foi a base para seu livro Expressão Facial para o Ator.
Ele criou o grupo de teatro irlandês The Dublin Core e ganhou o prêmio da Irish Times Theatre Awards para melhor figurinista para a peça The Trojan Woman, que usou roupas feitas a partir de materiais recicláveis.

## Biografia
Rodrigues nasceu em São Paulo, de uma pai afro-francês e uma mãe brasileira com origens espanhola, portuguesa e italiana. Ele foi iniciado nas artes cênicas por sua mãe, Terezinha Benatti, aos 7 anos de idade e começou a atuar regularmente em peças no teatro da escola até os onze anos de idade. Em 1993, ele frequentou a escola de teatro Escola de Arte Dramática de Jundiaí e se formou 2 anos depois, tendo encenado um total de 400 horas em apresentações teatrais. Rodrigues completou cursos de atuação no Teatro Escola Claudio Melo de 1997 a 1998. Em 1999, Rodrigues fechou seu espaço de Artes para continuar seus estudos nas artes, inclusive, se matriculou na Escola de Teatro Ewerton de Castro e INDAC Escola de artes com Flavia Pucci, um teatro de dança japonês, fundado por Tatsumi Hijikata e Kazuo Ohno, onde participou nos estudos da técnica Butoh. Rodrigues estudou cinema no Irish Film Academy. Não obstante, estudou no estúdio de dança Kazuo Ohno, Hodogaya em Yokohama, Japão, para desenvolver seus estudos de Butoh.

## Carreira

### Teatro
Rodrigues atuou e produziu em mais de 50 peças em sua carreira desde os 7 anos de idade, incluindo The Bacchae, que foi dirigido por José Celso Martinez Corrêa. Ele também estrelou na peça piloto multimídia Action Movie com Laurence Kinlan. Rodrigues fez um tour com a Big Telly Theatre Company, uma companhia de teatro profissional no norte da Irlanda, e desempenhou o papel de Sinbad no Water Show, assim como no musical, dirigido por Zoe Seaton e Paul Boyd. Durante esse tempo ele foi convidado para atuar no filme “The Looking Glass”. Rodrigues desempenhou na peça o papel de The indian wants The Coomb, uma adaptação de The Indian Wants the Bronx por Israel Horovitz na Festival Dublin Fringe. Rodrigues atuou em A Queda Para o Alto, Oscar Wilde’s Salome, Moliere’s The Miser e The Tempest, de William Shakespeare. Ele possui também créditos em The Hostage de Brendan Behan e The Plague de Albert Camus.

### Filme e televisão
Filme Paranoia estrelado Rodrigo Rodrigues e Rachel Rath – 2005 Rodrigues foi um ator, diretor, roteirista e figurinista na indústria televisiva e cinematográfica. Rodrigues apareceu no filme “Fair City” e Fight of the Earls com o nomeado ao prêmio do Oscar, Stephen Rea.
Ele também desenvolveu o conceito e dirigiu o clip para o DJ Tocadisco e co-produziue estrelou em um clip da Felix Housecat.
Em 2005, Rodrigues estrelou no filme Paranoia, que foi passado no Cork Film Festival e ganhou o prêmio de melhor fotografia no Portobello Film Festival.  Em 2007, Rodrigues estrelou ao lado de Rachel Rath, Tatiana Fellipo, Michael Parle e Christopher Kavanagh em Waterfall que foi para o Jameson Dublin International Film Festival.
Em 2011 Rodrigues retratou o personagem Max em The Looking Glass, um filme de Colin Downey, juntamente com Natalia Kostrzewa, Patrick O’Donell, Michael Parle e
Eddie Weber. Em 2014, ele esteve no elenco de Londinium ao lado de Brian Croucher. 
Em 2015, Rodrigues apareceu nos filmes 1603 e The Levellers estrelando Shane
Hart, Jadey Duffield e Brian Croucher. Não obstante, Rodrigues contribuiu como figurinista no filme Londinium, 1603 e The Levellers.
Em 2016, Rodrigues vai desempenhar o papel de The Magnus ao lado de Patrick Bergin, vencedor do BAFTA Awards, no filme Roth. Seu próximo filme será Goitaca, que será lançado em 2019, com Lady Francisco, Leandro Firmino da Cidade de Deus, Marlon Blue, Luciano Szafir, Christianne Oliveira e Dionisio Correa. Rodrigues, que escreveu o roteiro, incorporado material reciclado em seus figurinos e cenários e afirmou que os espíritos da selva tê-lo levado para a história do filme durante o seu tempo na Mata Atlântica. 

### Ensino
Em 1997, Rodrigues abriu o Espaço culturalPorao, uma escola de arte cutural contendo quatro andares com salas disponíveis para criar e experimentar com variadas
formas de arte. Em 2002, Rodrigues ensinou uma de suas próprias técnias de atuação, “Facial expression For Actors”, aos estudantes no Gaiety School of acting, que incluia
Aidan Turner do The Hobbit: An Unexpected Journey.  Rodrigues criou, liderou e ensinou o “The Dublin Core”, um grupo de teatro que ganhou um prêmio de teatro do Irish Times. 

### Método Ko
A ciência da atuação Rodrigues desenvolveu o método Ko, uma técnica que dá aos atores entendimento ao construir uma gama de diversos personagens. A técnica é baseada em uma abordagem científica no sentido do estudo do entendimento universal. Ela também foca nos mecanismos do corpo humano e a experimentaçâo parcial de movimentos para encontrar compreensão e conectividade dentro da totalidade do mecanismo da vida. 

### Expressão Facial para atores
O objetivo desta técnica é para o indivíduo aprender como controlar sua realidade em relação ao movimento, explanação, palavreado e fala. 
O livro de Rodrigues, Expressões Facials Para Atores contém uma análise de diferentes pontos de vista e perspectiva, do mundo inteiro, em busca de algo escondido que requer investigação e raciocínio. O livro explica que através do desenvolvimento dos músculos faciais, os indivíduos alcançam entendimento do universo e aprendem a acessar um estadao de equilíbrio dentro de sua própria interpretação.
Rodrigues observou que a compreensão da expressão de um indivíduo requeria um conhecimento escondido que o inspirou a buscar pelo desenvolvimento de pontos concretos em associação com a compreensão da natureza humana. Aproximando arte de um ponto de vista científico, ele começou com uma ideia objetiva que há importantes compreensões que foram excluídas e deverim ser incluídas a infinita arte da interpretação. Ele descobriu que sua busca estava relacionada com ciência a medida que estudava anatomia, dramaturgia, e pontos da vida ocasionais. Rodrigues inicialmente auto-experimentou sua descobertas e técnicas e expandiu o estudo a voluntários. 

### Estúdios Paraty
Em 2010, Rodrigues fundou com a ajuda de Fergel Fitzgerald, um espaço de arte chamado Paraty Studios localizado no meio da floresta Atlântica no Brasil. O estúdio
era uma pequena comunidade de indígenas no Brasil, que estavam ativamente envolvidos no processo de atuação, confecção de figurino e set para o projeto-piloto do
filme Currupira.
Rodrigues usou materiais reciclados e orgânicos para construir os personagens para um projeto-piloto do filme Currupira que estrelou a atriz brasileira Lisa Negri, foi aprovado para financiamento pelo Ministério da Cultura (Brasil) e foi registrado na Biblioteca Nacional do Brasil. 
Durante seus 3 anos na floresta, Rodrigues trabalhou na conffecção do figurino e preparo do set e dedicou tempo a escrever, experimentar, e escrever personagens. A abordagem ecológica de Rodrigues na técnica de confecção de figurino foi
mencionada na mídia brasileira , incluindo nos periódicos Veja e ISTOÉ.

## Prêmios
Em 1993, Rodriques recebeu o prêmio de melhor ator no Festival de Monólogo na Escola de Artes Dramáticas Jundiaí por sua atuação em Fafa Volte Para seu Chico.
Em 1998, Rodrigues recebeu o prêmio de melhor Produção de Teatro do Mapa Cultural Awards do Governo do estado e São Paulo por sua peça Mitos e Lendas, que ele escreveu, dirigiu produziu e atuou.
O “DENETRAN Brazilian National Awards” premiou Rose Cereser com o prêmio de melhor projeto em 2001 por Amigos do Trânsito, que Rodrigo dirigiu, atuou e apresentou. Rose Cereser recebeu o Prêmio Nacional Volvo pelo melhor programa de educação no trânsito em 2002 pelo trabalho em grupo Amigos do Trânsito para teatro, programa de TV, e propaganda onde Rodrigo foi o diretor, ator e apresentador.
Em 2010, Rodrigues recebeu o prêmio de teatro do Irish Times no teatro Smock Alley para melhor figurinista pelo The Trojan Woman, que foi dirigido por Rodrigues e co-dirigido por Alan King.

## Film/TV
| Ano  | Filme                           | Personagem             | Notas                        |
| ---- | ------------------------------- | ---------------------- | ---------------------------- |
| 2005 | Fair City                       | Salsa Instructor       | Novela (Irlanda)             |
| 2005 | Paranoia                        | Kim                    | Filme (Irlanda)              |
| 2006 | Fair City                       | Phelipe /Choreogapher  | Novela (Irlanda)             |
| 2007 | Waterfall                       | Luis                   | Filme (Irlanda)              |
| 2007 | W.C.                            | Gentleman              | Filme (Irlanda)              |
| 2007 | Imeacht Na N`Iarlai             | Ambassadoir Na Spainne | (TV-Mini-Série documentária) |
| 2011 | The Looking Glass               | Max                    | Filme (Irlanda)              |
| 2012 | O Mundo de Marilzes Petroni     | Diretor e Produtor     | Documentário (Brasil)        |
| 2014 | Sri-Lanka The Unforgivable Land | Diretor                | Documentário (Sri-Lanka)     |
| 2015 | World Most Talented             | Jurado                 | Channel Watch / BBC          |
| 2016 | 1603                            | Brian                  | Filme (Inglaterra)           |
| 2016 | Londinium                       | Frank                  | Curta Metragem (Inglaterra)  |
| 2016 | The Levellers                   | Manga                  | Filme Inglaterra)            |
| 2017 | Hush Hush                       | Luco                   | Filme (Inglaterra)           |
| 2017 | Ódio                            | Young Luis             | Filme (Brasil)               |
| 2017 | Roth                            | The Magnus             | Filme (Irlanda)              |
| 2019 | Goitaca                         | Shaman Bacuara e Jurma | Filme (Brasil/Inglaterra)    |
| 2024 | Onde há vida, há esperança      | Diretor e Produtor     | Filme (Brasil/Inglaterra)    |

## Discografia
| Ano  | Artista        | Single            | Função       | Notas |
| ---- | -------------- | ----------------- | ------------ | ----- |
| 2006 | Harlot         | Felix da Housecat | Protagonista |       |
| 2007 | DJ Tocadisco   | Music Loud        | (Diretor)    |       |
| 2007 | LadyVeda       | Daddy             | (Diretor)    |       |
| 2013 | Guto e Gabriel | Ingrata           | (Diretor)    |       |

## Prêmios e nomeações
| Ano  | Prêmio                                                  | Categoria                                   | Resultado | Obra                        |
| ---- | ------------------------------------------------------- | ------------------------------------------- | --------- | --------------------------- |
| 1993 | Festival de Monólogos EADJ                              | Melhor Ator                                 | Venceu    | Fafá, Volte Para Seu Chico  |
| 1998 | Mapa Cultural Paulista                                  | Melhor Produção                             | Venceu    | Mitos e Lendas              |
| 2001 | DENETRAN                                                | Melhor Produção                             | Venceu    | Amigos do trânsito (Equipe) |
| 2010 | Irish Theatre Awards                                    | Melhor Figurinista                          | Venceu    | The Trojan Women            |
| 2021 | Montreal Independent Film Festival                      | Menção Honrosa Longa-Metragem               | Venceu    |                             |
| 2021 | Madrid Film Awards                                      | Melhor Cinematografia                       | Indicação | Goitaca                     |
| 2021 | Florence Film Awards                                    | Menção Honrosa ao Diretor de Longa-Metragem | Venceu    | Goitaca                     |
| 2021 | London International Cinema Festival                    | Melhor Diretor de Longa-Metragem            | Indicação | Goitaca                     |
| 2021 | London International Cinema Festival                    | Melhor Efeitos Visuais                      | Indicação | Goitaca                     |
| 2021 | London International Cinema Festival                    | Melhor Cinematografia                       | Indicação | Goitaca                     |
| 2021 | Montreal Independent Film Festival                      | Melhor Trailer                              | Venceu    | Goitaca                     |
| 2021 | CINEFEST Brasil - Festival de Cinema Internacional      | Melhor Longa Metragem                       | Indicação | Goitaca                     |
| 2021 | CINEFEST Brasil - Festival de Cinema Internacional      | Melhor Diretor                              | Indicação | Goitaca                     |
| 2021 | London International Filmmaker Festival of World Cinema | Melhor Diretor                              | Indicação | Goitaca                     |
| 2021 | Los Angeles Film Awards                                 | Melhor Diretor                              | Venceu    | Goitaca                     |